# Rafael Puyana
Rafael Antonio Lazaro Puyana Michelsen (ur. 14 października 1931 w Bogocie, zm. 1 marca 2013 w Paryżu) – kolumbijski klawesynista.
Naukę gry na fortepianie rozpoczął w wieku 6 lat pod kierunkiem ciotki. Siedem lat później debiutował w Teatro Colón w Bogocie. W wieku 16 lat rozpoczął studia klawesynowe w bostońskim New England Conservatory, kontynuował je w Berlinie u Wandy Landowskiej. W Paryżu uczył się kompozycji pod kierunkiem Nadii Boulanger. Nim rozpoczął światową karierę, w 1955 odbył pierwsze tournée po Europie; w 1957 debiutował w Nowym Jorku, w 1966 – w Londynie.
Jego repertuar obejmował zarówno muzykę dawną, jak i współczesną. Koncertował z wykonawcami takimi jak Yehudi Menuhin, Leopold Stokowski czy Andrés Segovia. Od 1961 prowadził letnie kursy mistrzowskie w Santiago de Compostela, Dartington Hall, American Conservatory w Fontainebleau i w Granadzie. W 1973 utworzył Forum International du Clavecin w Paryżu. Do jego uczniów należą m.in. Christopher Hogwood, Elizabeth de la Porte, Maria Piech. Dokonał wielu nagrań, m.in. dla wytwórni Decca i Philips.
Posiadał także znaczącą kolekcję instrumentów historycznych, a wśród nich unikatowy trzymanuałowy klawesyn H.A. Hassa z 1740 roku.